# Slučaj Fritzl
Slučaj Fritzl otvoren je u travnju 2008. kada je u policijskoj postaji grada Amstetten u Austriji zabilježena izjava 48-godišnje Elisabeth Fritzl kako ju je njezin otac, Josef Fritzl, 24 godine držao u zatočeništvu u skrivenom dijelu podruma obiteljske kuće, i tijekom tog razdoblja opetovano fizički i seksualno zlostavljao. Iz prisilnog incestnog odnosa rodilo se sedmero djece i dogodio jedan pobačaj.
Troje djece koji su cijeli svoj život živjeli zatočeni s majkom su kći Kerstin (19) te sinovi Stefan (18) i Felix (5). Dječak Michael je, lišen bilo kojeg oblika medicinske pomoći, umro od dišnih komplikacija samo tri dana po rođenju. Troje preostale djece su Fritzl i njegova žena Rosemarie odgajali u nadzemnom dijelu kuće. Fritzl je dolazak djece opravdao kao udomljavanje siročadi ostavljene na njegovu kućnom trijemu: Lisa je nađena s 9 mj. (1993.), Monika s 10 mj. (1994.), a Alexander s 15 mj. (1997.).
Kada se najstarija kći teško razboljela, Josef je udovoljio Elisabethinim vapajima i odveo Kerstin u bolnicu, što je uzrokovalo niz događaja koji su naposljetku doveli do otkrića. 73-godišnji Josef Frietzl je uhićen 26. travnja 2008. po sumnji na počinjenje niza zločina protiv članova vlastite obitelji i od 16. ožujka 2008. je u tijeku suđenje u austrijskom Sv. Hipolitu. U početku je priznao krivnju po samo četiri od šest točaka optužnice, one za rodoskvrnuće, silovanje, prinudu i protupravno oduzimanje slobode, ali je porekao krivnju na preostale dvije optužbe, onu za ubojstvo novorođenčeta Michaela i držanje u ropstvu. Trećeg dana suđenja je priznao krivnju po svih šest točaka optužnice.